# مجموعه تپه‌های بلوار ۱ ۱۱۱–۲۵۳
مجموعه تپه‌های بلوار ۱ ۱۱۱–۲۵۳ مربوط به دوران‌های تاریخی پس از اسلام است و در شهرستان شوشتر، روستای عرب حسن واقع شده و این اثر در تاریخ ۵ آذر ۱۳۸۰ با شمارهٔ ثبت ۴۲۹۵ به‌عنوان یکی از آثار ملی ایران به ثبت رسیده است.